# Regne de Upatissa Nuwara
El Regne de Upatissa Nuwara (de vegades esmentat com Vijitapura) fou el segon centre administratiu de l'antiga Sri Lanka i del país (regne) de Rajarata. Va ser establert amb la mort de Vijaya pel seu primer ministre Upatissa que esdevingué regent mentre l'hereu de Vijaya al tron, el seu nebot Panduvasdeva, venia des del nord de l'Índia.

## Fundació, nom i ubicació
Upatissa Nuwara estava a set o vuit milles més enllà del nucli del regne de Tambapanni, el qual estava en un districte prop de l'actual Mannar i probablement era similar al districte de Chilaw. Va ser nomenat pel rei regent Upatissa, que era el primer ministre de Vijaya, i va ser fundat el 505 aC després de la mort de Vidjaya i el final del regne de Tambapanni.

## Història
Durant el final del seu regnat Vijaya, va tenir problemes per escollir un successor i va enviar una carta a la ciutat dels seus avantpassats, Sinhapura, per tal de convidar al seu germà Sumitta a agafar el tron. Tanmateix Vijaya havia mort abans de l'arribada de la carta així que el ministre elegit pel poble, Upatissa, cap de govern i cap principal dels singalesos esdevingué regent i rei interí per un any. Després de la seva coronació que va ser celenbrada en el regne de Tambapanni, el va abandonar  el palau i en va construir un de nou que va portar el seu propi nom. Mentre fou rei, Upatissa va establir la capital a la nova creació anomenada Upatissa Nuwara, a la qual el regne de Tambapanni fou traslladat. Quan la carta de Vijaya va arribar a Sumitta ja havia succeït al seu pare en el tron del seu país, així que va enviar el seu fill Panduvasdeva a regir Upatissa Nuwara.